# Lill-Gudingen
Lill-Gudingen är en sjö i Åre kommun i Jämtland och ingår i Indalsälvens huvudavrinningsområde.